# Sexey-aux-Forges
Pour les articles homonymes, voir Sexey.
Sexey-aux-Forges [sɛksɛ o fɔʁʒ] est une commune française située dans le département de Meurthe-et-Moselle, en région Grand Est.

## Géographie

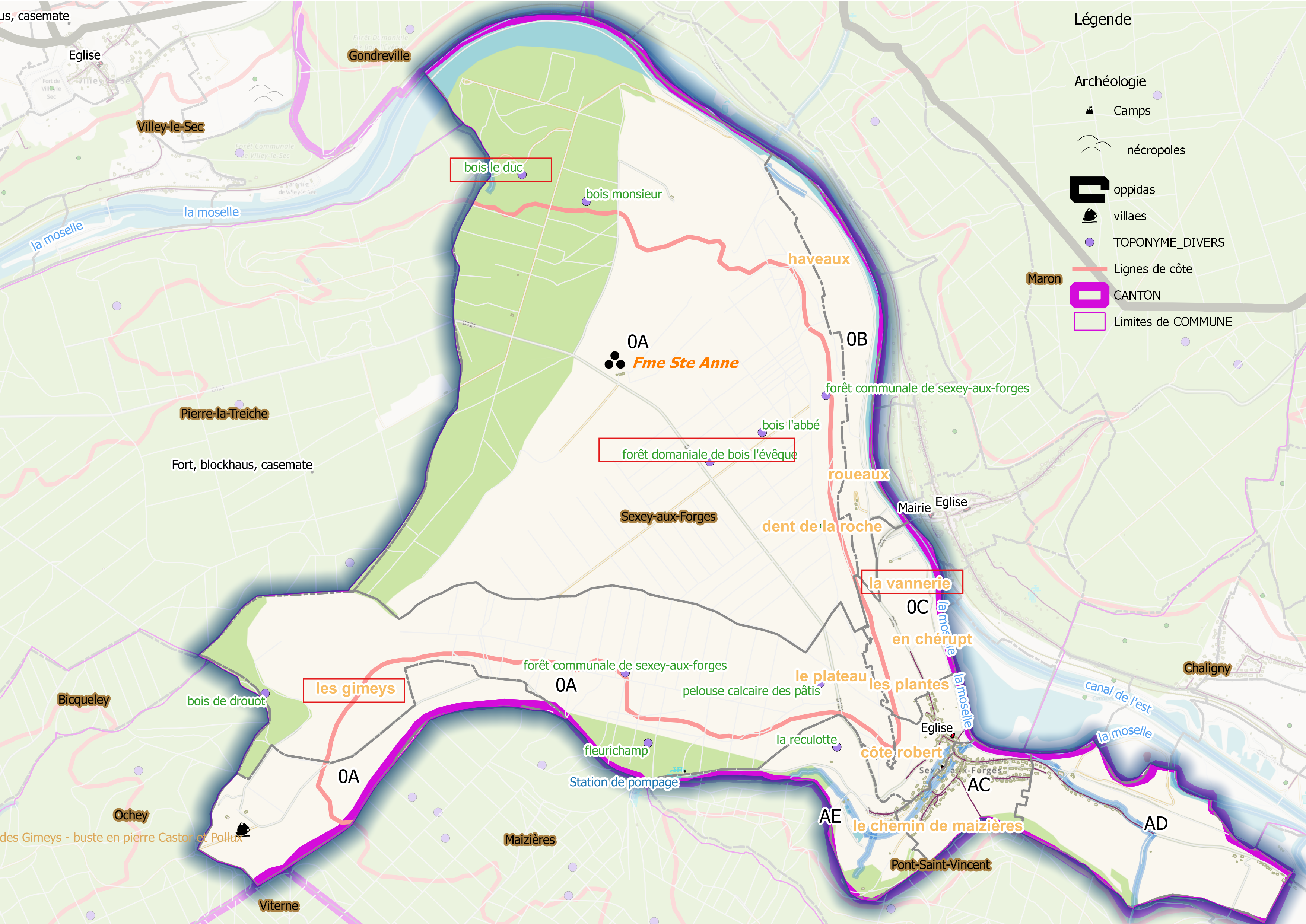
Fig. 1 - Sexey-aux-Forges (ban communal).

Sexey-aux-Forges est un village situé au sud-ouest de la ville de Nancy, sur un ancien bassin sidérurgique. Une partie de Sexey a été bâtie sur les coteaux d'un plateau calcaire du Mésozoïque culminant à plus de 350 mètres d'altitude. L'autre moitié du village se trouve dans un vallon encaissé, sur la rive gauche de la Moselle, face au village de Maron.
D'après les données Corine land Cover, le territoire communal de 1 408 hectares se composait en 2011 de près de 54 % de forêts, végétation arbustive et prairies, 2,5 % de zones urbanisées, 5,5 % de surfaces en eau et 38 % de terres agricoles. Outre la Moselle naturelle et sa canalisation, le territoire est arrosé par les ruisseaux Fond de Dollainvau et de Saint-Anne.

### Communes limitrophes
| Gondreville       | Maron            | Maron                         |
| Pierre-la-Treiche | Sexey-aux-Forges | Chaligny                      |
| Bicqueley         | Ochey            | Maizières, Pont-Saint-Vincent |

### Faune et flore
La faune et la flore présentes sur le plateau qui domine le village ont une affinité montagnarde ; c'est un milieu que l'homme a créé avant tout en faisant pâturer pendant des siècles des troupeaux d'ovins. Ce biotope présente une faune et une flore favorisées par cette formation végétale de très faible hauteur et adaptée à un sol peu profond comme à la chaleur et à la sécheresse pendant la belle saison. La Potentille printanière (Potentilla verna, Rosacées) forme de petits tapis, aime les pâturages calcaires secs et la chaleur, le Pin noir d'Autriche, l'Anémone pulsatille, l'Ellébore fétide, la petite Pimprenelle (Sanguisorba minor, Rosacées). On y trouve aussi huit espèces d’orchidées sauvages telles que : l'orchis militaire, l'orchis homme pendu, l'orchis pourpre, l'orchis bouc, l'ophrys mouche, l'ophrys abeille, l'orchis pyramidal, l'ophrys faux-bourdon.
La faune est elle aussi de plus en plus présente, que ce soit avec des oiseaux ou des insectes. L'un des papillons que l'on peut voir en cette saison est une espèce protégée : le Damier de la Succise. L'Azuré de la bugrane (ou Azuré commun) et le petit sphinx de la vigne y sont eux aussi bien représentés ; deux nouvelles espèces sont récemment apparues sur le plateau : la mante religieuse et le grand sphinx tête de mort venu d'Afrique avec le réchauffement climatique mais ce n'est qu'une supposition. Chez les oiseaux, on peut observer l'alouette lulu qui niche volontiers sur les coteaux du plateau, le cochevis huppé, la pie grièche à tête rousse et la pie grièche écorcheur, passereaux qui ont pour habitude d'empaler leurs victimes (en général de gros insectes mais aussi de petits rongeurs) sur les aiguilles acérées des acacias et des aubépines. Le pic mar y est bien représenté ainsi que le grand pic noir, le pic épeichette et le pic épeiche dans la forêt de hêtres et de chênes, la mésange noire et la mésange huppée très assidues des plantations de conifères, sans oublier deux des plus petits passereaux d'Europe : le roitelet huppé et le roitelet triple bandeau très discrets, qui pondent des œufs aussi gros que des petits pois.
Les grottes et anfractuosités éparpillées le long des roches versant côté Maron sont le refuge des chauves-souris comme la plus commune, la pipistrelle, et d'autres plus rares comme le grand murin et l'oreillard. La chouette chevêche, pas plus grosse qu'un merle, gîte dans les cavités des vieux arbres fruitiers qui ont été plantés sur les coteaux du plateau. Malheureusement, elle reste très rare et est en voie de disparition, les gros insectes dont elle se nourrit se faisant de plus en plus rares à cause de l'utilisation intensive des insecticides.

### Hydrographie
La commune est dans le bassin versant du Rhin au sein du bassin Rhin-Meuse. Elle est drainée par la Moselle, la Moselle canalisée, le ruisseau du Fond de Dollainvau et le ruisseau Ste-Anne,.
La Moselle, d'une longueur totale de 560 kilomètres dont 314 kilomètres en France, prend sa source dans le massif des Vosges au col de Bussang et se jette dans le Rhin à Coblence en Allemagne. Les caractéristiques hydrologiques de la Moselle sont données par la station hydrologique située sur la commune de Pont-Saint-Vincent. Le débit moyen mensuel est de 53,6 m3/s. Le débit moyen journalier maximum est de 1 060 m3/s, atteint lors de la crue du 4 octobre 2006. Le débit instantané maximal est quant à lui de 1 250 m3/s, atteint le même jour.
la Moselle canalisée est un canal, chenal non navigable de 135 km qui relie la commune de Dieulouardà celle de Kœnigsmacker où il se jette dans la Moselle. 

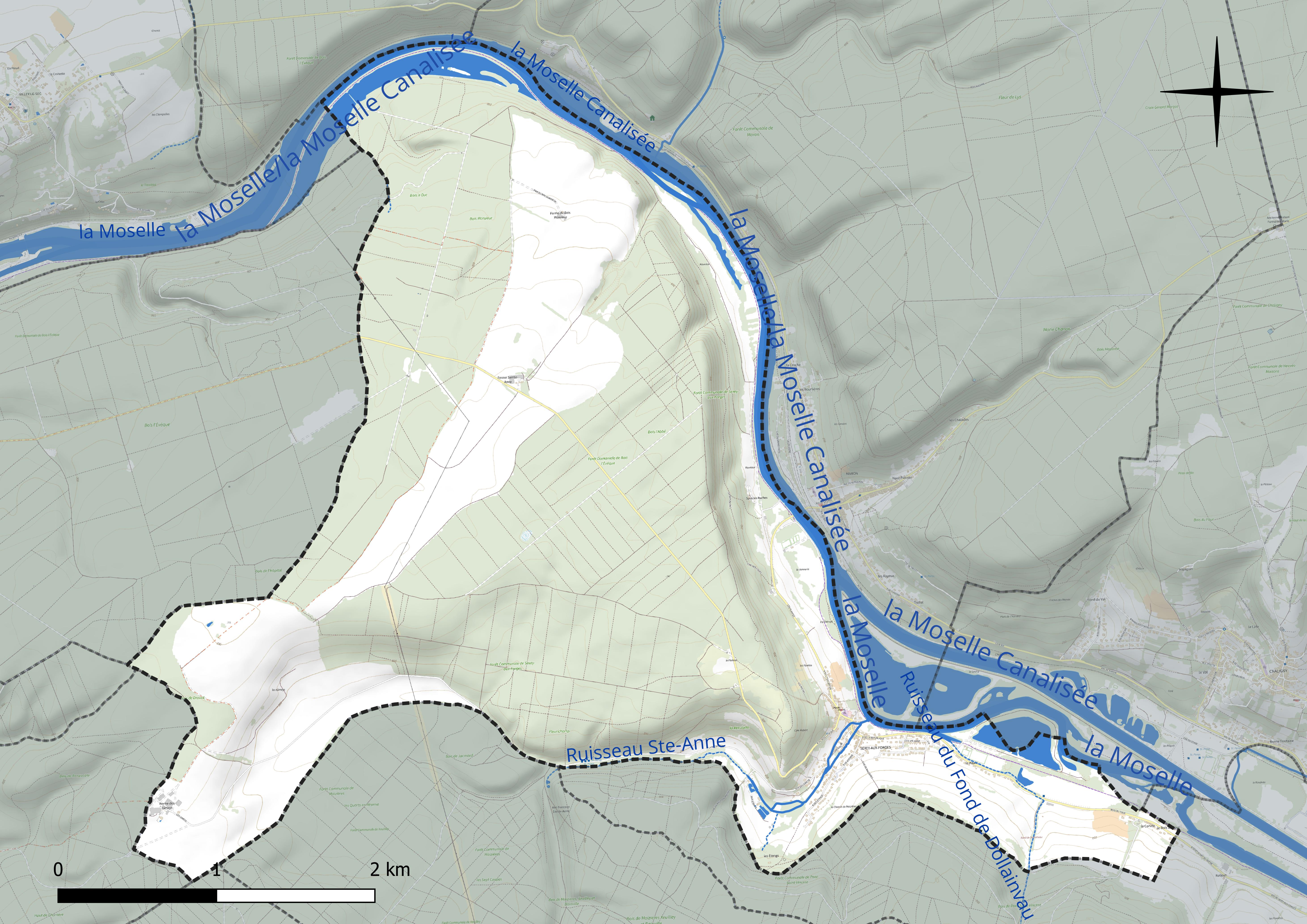
Réseau hydrographique de Sexey-aux-Forges.

Un plan d'eau complète le réseau hydrographique : l'étang de la Bécasse Fauchée, d'une superficie totale de 9,7 ha (5 ha sur la commune),.

### Climat
Pour des articles plus généraux, voir Climat du Grand Est et Climat de Meurthe-et-Moselle.
En 2010, le climat de la commune est de type climat des marges montargnardes, selon une étude du Centre national de la recherche scientifique s'appuyant sur une série de données couvrant la période 1971-2000. En 2020, Météo-France publie une typologie des climats de la France métropolitaine dans laquelle la commune est dans une zone de transition entre le climat océanique altéré et le climat océanique altéré et est dans la région climatique  Lorraine, plateau de Langres, Morvan, caractérisée par un hiver rude (1,5 °C), des vents modérés et des brouillards fréquents en automne et hiver. 
Pour la période 1971-2000, la température annuelle moyenne est de 9,8 °C, avec une amplitude thermique annuelle de 16,8 °C. Le cumul annuel moyen de précipitations est de 841 mm, avec 12,3 jours de précipitations en janvier et 9,3 jours en juillet. Pour la période 1991-2020, la température moyenne annuelle observée sur la station météorologique de Météo-France la plus proche, « Nancy-Ochey », sur la commune d'Ochey à 9 km à vol d'oiseau, est de 10,5 °C et le cumul annuel moyen de précipitations est de 810,4 mm. 
La température maximale relevée sur cette station est de 39,6 °C, atteinte le 25 juillet 2019 ; la température minimale est de −19,1 °C, atteinte le 12 janvier 1987,,. 
Les paramètres climatiques de la commune ont été estimés pour le milieu du siècle (2041-2070) selon différents scénarios d'émission de gaz à effet de serre à partir des nouvelles projections climatiques de référence DRIAS-2020. Ils sont consultables sur un site dédié publié par Météo-France en novembre 2022.

## Urbanisme

### Typologie
Au 1er janvier 2024, Sexey-aux-Forges est catégorisée commune rurale à habitat dispersé, selon la nouvelle grille communale de densité à sept niveaux définie par l'Insee en 2022.
Elle est située hors unité urbaine. Par ailleurs la commune fait partie de l'aire d'attraction de Nancy, dont elle est une commune de la couronne,. Cette aire, qui regroupe 353 communes, est catégorisée dans les aires de 200 000 à moins de 700 000 habitants,.

### Occupation des sols
L'occupation des sols de la commune, telle qu'elle ressort de la base de données européenne d’occupation biophysique des sols Corine Land Cover (CLC), est marquée par l'importance des forêts et milieux semi-naturels (58,8 % en 2018), en augmentation par rapport à 1990 (54 %). La répartition détaillée en 2018 est la suivante : forêts (49,7 %), terres arables (31 %), milieux à végétation arbustive et/ou herbacée (9,1 %), eaux continentales (5,6 %), zones urbanisées (2,6 %), prairies (2 %). L'évolution de l’occupation des sols de la commune et de ses infrastructures peut être observée sur les différentes représentations cartographiques du territoire : la carte de Cassini (XVIIIe siècle), la carte d'état-major (1820-1866) et les cartes ou photos aériennes de l'IGN pour la période actuelle (1950 à aujourd'hui).

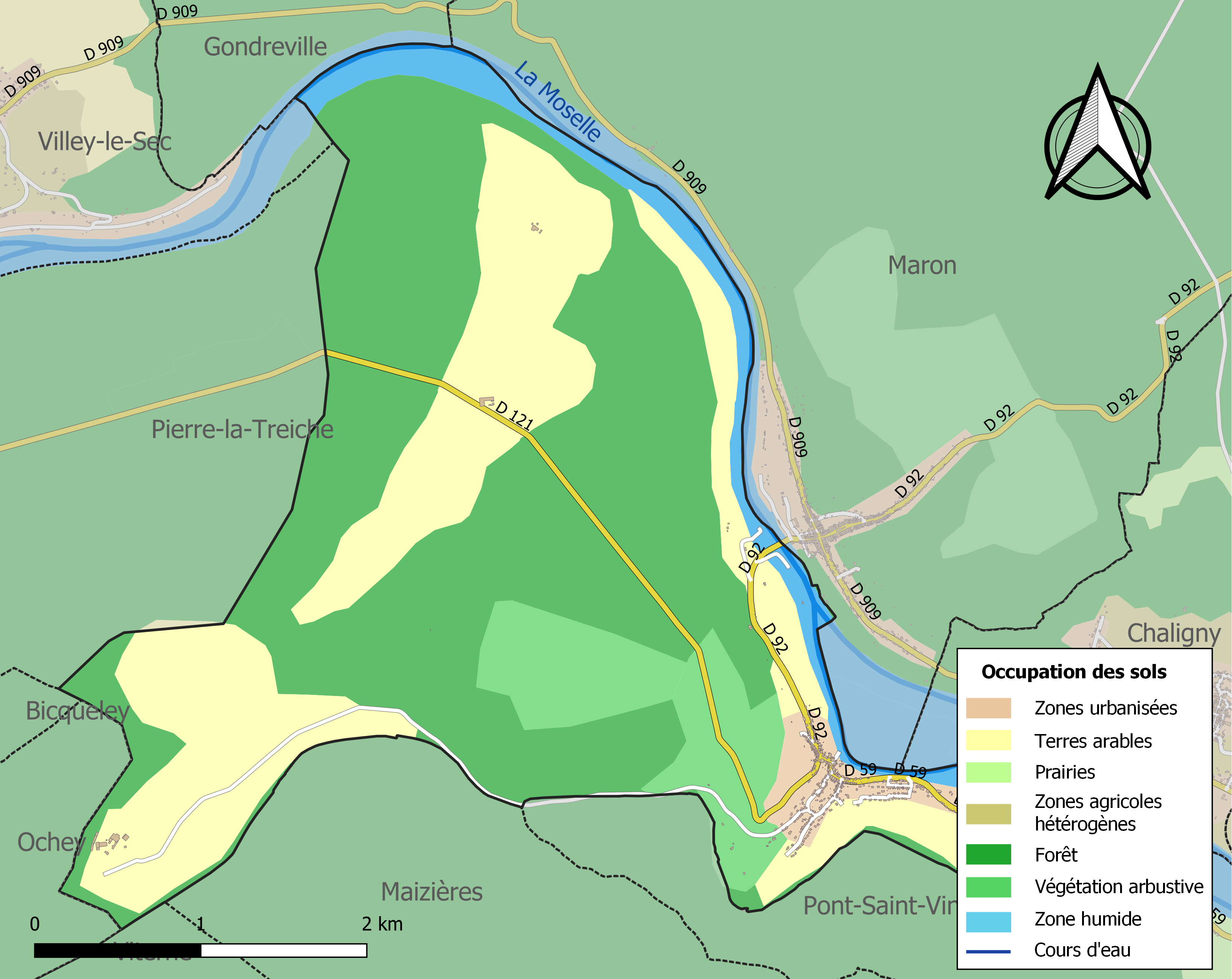
Carte des infrastructures et de l'occupation des sols de la commune en 2018 (CLC).

## Toponymie
Capella de Sisseiaco (982) ; Sessiacum (1050) ; Capella de Sisseio in honore sancti Mansueti (1069) ; Sissei (1196) ; Xexey (1258) ; Sexey la Larnouse (1295) ; Sexey-Lanouze (1492) ; Sexey-Larnouse (1568) ; Xey-aux-Forges (1623) sont les graphies recensées par le Dictionnaire topographique de la Meurthe.
Le toponyme apparaît donc sous les formes latines Sisseiaco en 982, Sessiacum en 1050 ; puis sous la forme d'ancien français Sissei en 1196. Il est composé de l'anthroponyme latin Sessius (alors que Sexey-les-Bois vient de Cercius/Circius) et du suffixe -acum, formation typique de l'Antiquité tardive.
La référence aux Forges apparaît quant à elle en 1594 puis en 1623. Le nom actuel apparait intégralement sur la carte de Cassini.

## Histoire
Un dolmen de Bois l'Evêque ainsi qu'un tumulus révèlent déjà une présence au Néolithique. Une allée couverte mégalithique y a été découverte, ainsi que des vestiges de maisons gallo-romaines entourées d'une enceinte. Cet édifice est l'objet d'un classement au titre des monuments historiques depuis 1910.

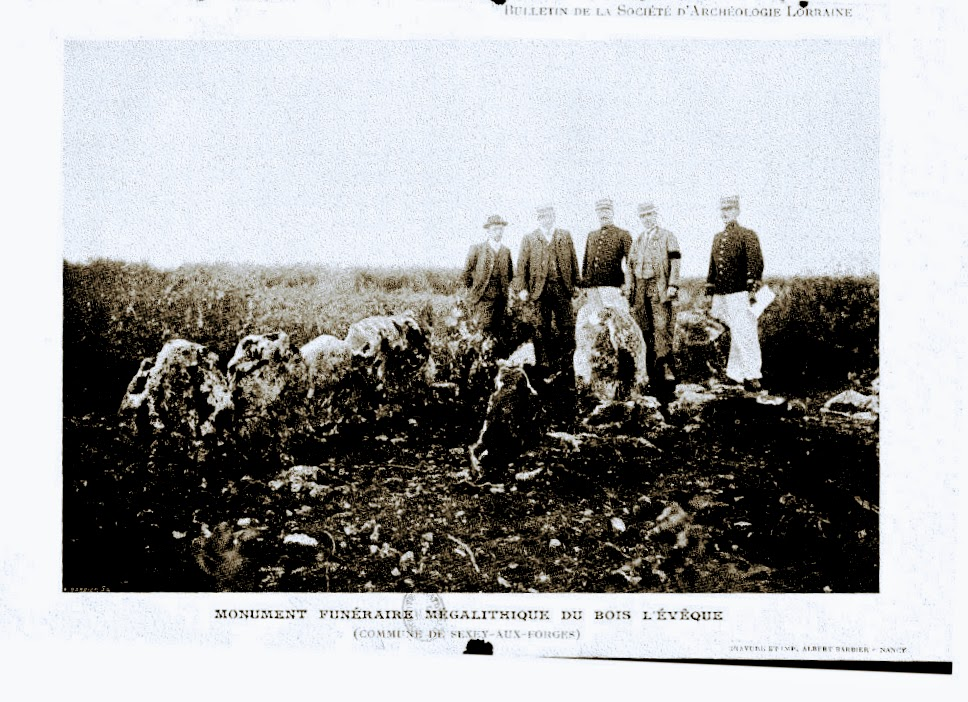
Mégalithes lors de leur découverte en 1905 à Sexey-aux-Forges.

Lepage précise dans sa notice sur ce bourg : On rencontre, sur le territoire de cette commune, des débris de poterie rougeâtre, des fondations anciennes, qui sont des indices de l'occupation romaine en Gaule. Jules Beaupré signale d'autres découvertes dans son répertoire archéologique au Gymée (Gymney) et en d'autres lieux :
« En cet endroit et à la Maison Dieu, ruines avec tuiles, poteries, et médailles romaines du bas-Empire. Il existe d'autres vestiges de constructions dans plusieurs enceintes de la forêt communale de Bois le Duc, au Hal de Bourgogne, au Champ du mouton.. »
Au milieu du XIe siècle, le village de Sexey-aux-Forges appartient déjà à l'abbaye touloise de Saint-Mansuy.
Sainte Anne, du latin ana (marécage), était la déesse protectrice des vivants, des morts et des lieux humides, déesse à laquelle les peuples celtes de l'époque vouaient un culte. Au XVe siècle, Georges des Moines développa les forges, ce qui est symbolisé d'une part par le taillé denché, blason de la famille Des Moines, et d’autre part par les marteaux et l’enclume, attributs des forgerons.
Dès le XVe siècle, l'abbaye y possède des forges qu'Orly de Blâmont, administrateur de l'abbaye, loue en 1495 au receveur général de Lorraine, Georges Des Moynes, à charge de relever les forges et de rétablir la seigneurie que les précédents amodiateurs avaient négligées et laissé tomber en ruines. Il est alors question des édifices et manoir de la maison abbatiale dudit Sexey.
La maison forte de Sexey-la-Larnouze (nom ancien de Sexey-aux-Forges) semble toujours avoir appartenu à l'abbaye et en avoir relevé directement, sans intermédiaire, puisqu'en 1709, l'abbé de Saint-Mansuy est désigné comme seigneur de Sexey.

## Politique et administration
| Période                                  | Période                   | Identité                                     | Étiquette | Qualité |
| ---------------------------------------- | ------------------------- | -------------------------------------------- | --------- | ------- |
| Les données manquantes sont à compléter. |                           |                                              |           |         |
|                                          | 1976                      | Gilbert Moncieu                              |           |         |
| 1976                                     | 1984                      | Marcel Nocus                                 |           |         |
| 1984                                     | 1989                      | Michel Moncieu                               |           |         |
| 1989                                     | 1999                      | Jean Pierre Poinsard                         |           |         |
| 1999                                     | En cours (au 26 mai 2020) | Patrick Potts Réélu pour le mandat 2020-2026 | PS        |         |

Par arrêté préfectoral de la préfecture de la région Grand-Est en date du 9 décembre 2022, la commune de Sexey-aux-Forges a intégré l'arrondissement de Nancy au 1er janvier 2023.

## Population et société

### Démographie
L'évolution du nombre d'habitants est connue à travers les recensements de la population effectués dans la commune depuis 1793. Pour les communes de moins de 10 000 habitants, une enquête de recensement portant sur toute la population est réalisée tous les cinq ans, les populations de référence des années intermédiaires étant quant à elles estimées par interpolation ou extrapolation. Pour la commune, le premier recensement exhaustif entrant dans le cadre du nouveau dispositif a été réalisé en 2008.

En 2022, la commune comptait 724 habitants, en évolution de +4,02 % par rapport à 2016 (Meurthe-et-Moselle : −0,13 %, France hors Mayotte : +2,11 %).
| 1793 | 1800 | 1806 | 1821 | 1831 | 1836 | 1841 | 1846 | 1851 |
| ---- | ---- | ---- | ---- | ---- | ---- | ---- | ---- | ---- |
| 368  | 229  | 332  | 346  | 363  | 433  | 439  | 475  | 480  |

| 1856 | 1861 | 1872 | 1876 | 1881 | 1886 | 1891 | 1896 | 1901 |
| ---- | ---- | ---- | ---- | ---- | ---- | ---- | ---- | ---- |
| 428  | 474  | 481  | 482  | 498  | 521  | 529  | 518  | 535  |

| 1906 | 1911 | 1921 | 1926 | 1931 | 1936 | 1946 | 1954 | 1962 |
| ---- | ---- | ---- | ---- | ---- | ---- | ---- | ---- | ---- |
| 550  | 609  | 552  | 578  | 653  | 630  | 620  | 680  | 603  |

| 1968 | 1975 | 1982 | 1990 | 1999 | 2006 | 2008 | 2013 | 2018 |
| ---- | ---- | ---- | ---- | ---- | ---- | ---- | ---- | ---- |
| 579  | 575  | 561  | 584  | 609  | 653  | 666  | 687  | 713  |

| 2022 | - | - | - | - | - | - | - | - |
| ---- | - | - | - | - | - | - | - | - |
| 724  | - | - | - | - | - | - | - | - |

## Économie
Henri Lepage et E. Grosse donnent quelques indications à caractère économique dans leurs ouvrages de 1836 et 1843 sans s'accorder sur la surface totale de la commune :
« Surf.territ.: 1409 hect., dont de 440 à 1221 en forêts, de 149 à 240 en labours et de 15 à 66 en près, 24 en vignes »
indiquant tous deux le caractère agricole voire modestement viticole de l'activité. L'Abbé Grosse ajoute qu'il y avait également deux moulins à grains, un moulin à écorces.

### Secteur primaire ouAgriculture
Le secteur primaire comprend, outre les exploitations agricoles et les élevages, les établissements liés à l’exploitation de la forêt et les pêcheurs.
D'après le recensement agricole 2010 du Ministère de l'agriculture (Agreste), la commune de Sexey-aux-Forges était majoritairement orientée sur la polyculture et le poly-élevage (auparavant même production) sur une surface agricole utilisée d'environ 606 hectares (surface cultivable communale) en nette augmentation depuis 1988 - Le cheptel en unité de gros bétail s'est renforcé de 306 à 663 entre 1988 et 2010. Il y avait encore 5 (4 en 1988) exploitations agricoles ayant leur siège dans la commune employant 7 unités de travail (jusqu'à 7 auparavant), ce qui plaçait la commune parmi les rares dont l'activité agricole était en croissance.

## Culture locale et patrimoine

### Lieux et monuments

#### Édifices civils

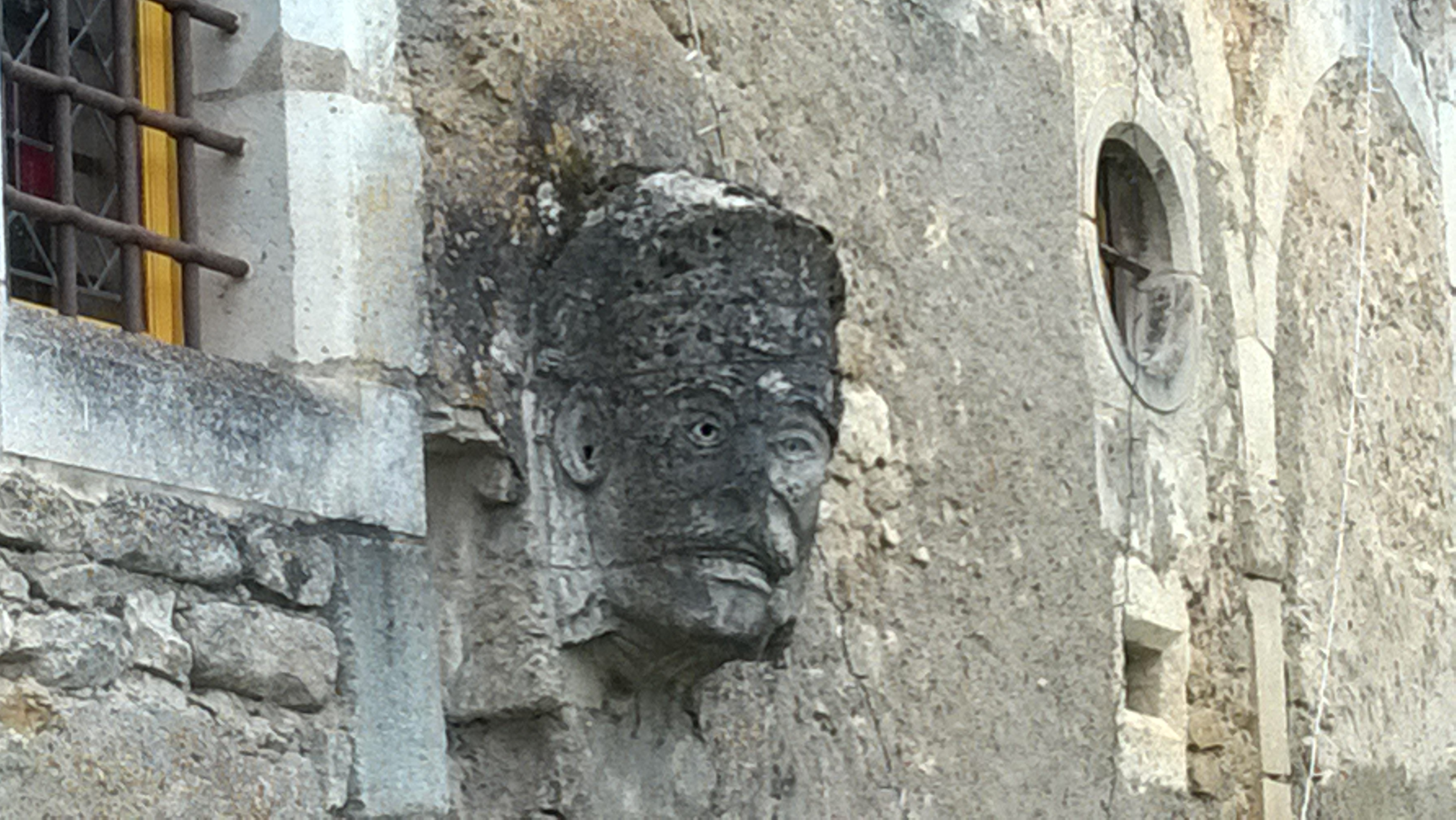
Sculpture Grigne Dents du manoir.

- Dolmen de Bois-l'Évêque classé au  titre des monuments historiques par arrêté du 22 janvier 1910[25].
- Manoir du XVIe siècle reconstruit en 1572, ancienne place forte et fabrique de boulets de canons (vestiges d'anciens remparts autour du village) ; porche d'entrée, tourelle polygonale, fossés en eau, canonnières ; sculpture dite « Grigne-Dents », escalier à vis, grande salle, édifice objet d'une inscription partielle au titre des monuments historiques par arrêté du 15 janvier 1980[38].
- Monument aux morts.
- Canal de l'Est et port.

#### Édifices religieux

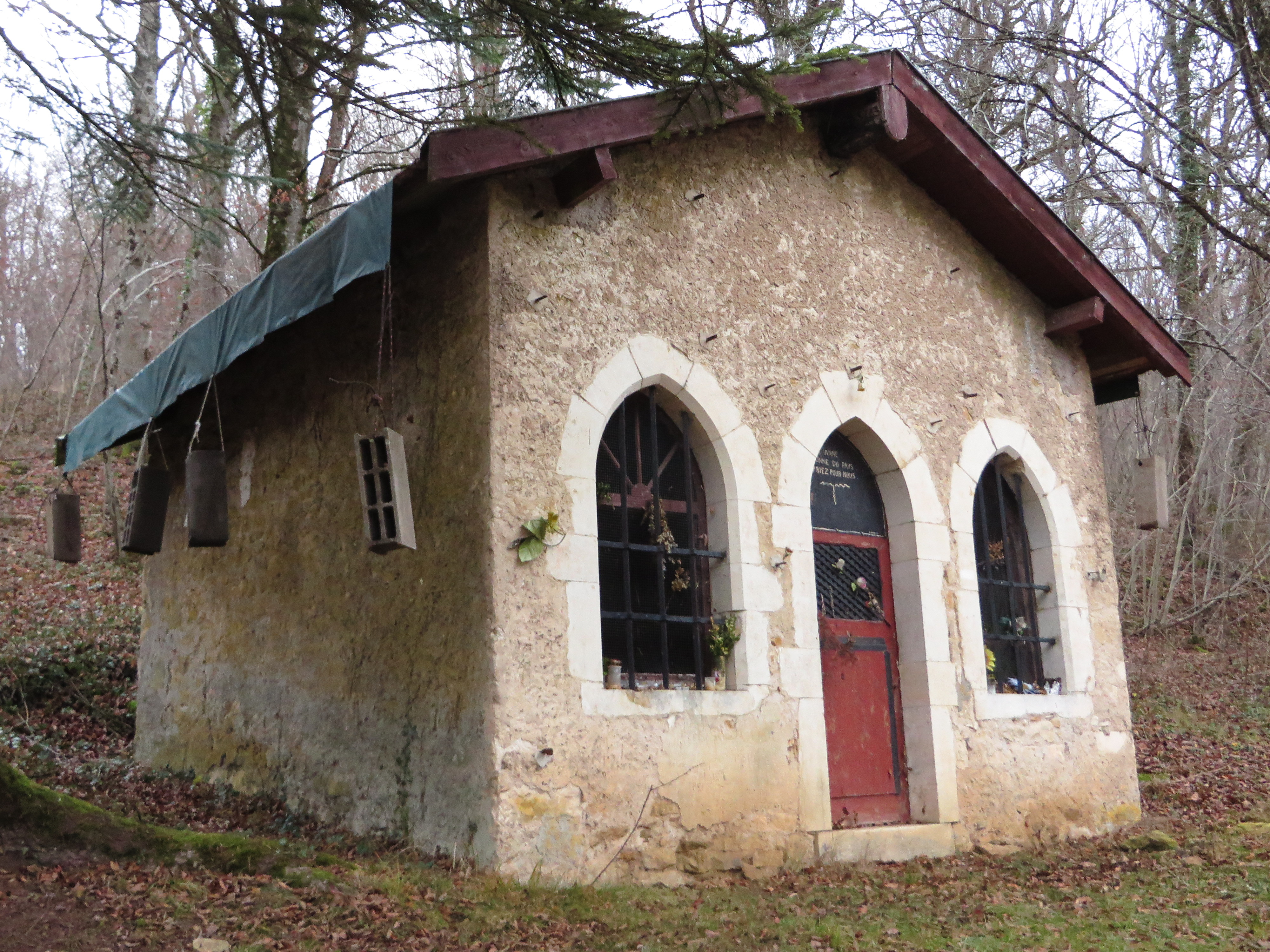
Chapelle Sainte-Anne de Fleurichamp.

- Église Saint-Mansuy du XIXe siècle dédiée à saint Mansuy (mobilier gothique) (48° 37′ 23″ N, 6° 02′ 49″ E)
- Chapelle Sainte-Anne lieu-dit Fleurichamp du XIe siècle (48° 37′ 17″ N, 6° 01′ 31″ E)
- Chapelle du XVe siècle désaffectée (ferme des Gimeys) (gémeaux) les statuettes de la louve de Romulus et Rémus y ont été trouvées. Quelques vestiges de maisons gallo-romaines ainsi que des pièces de monnaie, amphores et fers de lances ont été découverts sur les hauteurs du village.

### Personnalités liées à la commune
- Noël-Auguste Caye (1862-1927), maire de Sexey-aux-Forges et boulanger. A perdu deux fils et un gendre, morts pour la France lors de la Grande Guerre de 1914-1918.
- Victor Caye (1889-1915), né à Sexey-aux-Forges. Fils de Noël-Auguste et boulanger dans l'entreprise familiale. Mort pour la France le 30 septembre 1915 à Saint-Dizier (Haute-Marne). Sa dernière lettre d'adieu à ses parents fut publiée dans le quotidien Le Figaro en date du 6 octobre 1915, sous le titre "L'Adieu avant l'Assaut".
- Paul Marie Félix Caye (1898-1918), né à Sexey-aux-Forges. Fils de Noël-Auguste et garçon boulanger dans l'entreprise familiale. Mort pour la France le 28 août 1918 à Rouen (Seine-Maritime).

### Héraldique, logotype et devise
| Blason de Sexey-aux-Forges | Blason  | Taillé denché de gueules et d'argent à la crosse contournée posée en bande de l'un en l'autre, accompagnée de deux marteaux affrontés d'or aux flancs et d'une enclume de sable en pointe. |
| Blason de Sexey-aux-Forges | Détails | Sexey appartenait à l’abbaye touloise de Saint-Mansuy, d’où la crosse abbatiale |